# 3ねんDぐみガラスの仮面
『3ねんDぐみガラスの仮面』（さんねんディーぐみガラスのかめん）は、美内すずえによる漫画作品『ガラスの仮面』を原作とし、2016年10月から12月まで放送された日本の短編テレビアニメ。5分枠放送。ガラスの仮面40周年記念作品。

## 概要
『ガラスの仮面』のキャラクターを3Dのミニキャラにした作品。現代風刺を盛り込んだ学園ドラマとなる。冷え切った現代人の心を熱くするため、現代にタイムスリップしてきたキャラクターたちが芝居を繰り広げる。
DLEがガラスの仮面の関連アニメを制作するのは『ガラスの仮面ですが』以来で2作目となる。ナレーションはFROGMANが担当。
2017年5月26日に全13話を収録したBlu-ray・DVDが発売された。また、2017年7月にはVR舞台が公開。

## キャラクター
北島マヤ（きたじま マヤ）
声 - 阿澄佳奈
ごく平凡なピンク髪の女の子だが芝居に関する閃きは抜群。
姫川亜弓（ひめかわ あゆみ）
声 - 大久保瑠美
金髪のお嬢様。マヤを演技のライバルと認めている。
月影千草（つきかげ ちぐさ）
声 - 田中敦子
青い髪の老婦人。マヤ、亜弓とともに学生となり、現代人の悩みを解決する。
桜小路優（さくらこうじ ゆう）
声 - 梶裕貴
緑髪の少年。現代に馴染み、ネットにポエムを投稿し「闇ポエム神」と呼ばれる。
速水真澄（はやみ ますみ）
声 - 小野大輔
紫髪の少年。理事長という立場から現代人の心を熱くする必要は無いと考えてはいるが、マヤが気になっている。
聖唐人（ひじり からと）
声 - 緑川光
VR舞台での新キャラクター。真澄の影武者として働いている。

## スタッフ
- 監修 - 美内すずえ
- 監督 - 町田道雄
- シリーズ構成・脚本 - 赤尾でこ
- MMDディレクター - ポンポコP
- CGキャラクタデザイン・モデリング - キオ
- 音楽 - 野中“まさ”雄一
- プロデューサー - 芦塚明子、小竹諒
- アニメーション制作 - ディー・エル・イー
- 製作 - ガラスの仮面40thミニキャラProject（ディー・エル・イー、ハピネット）

## 主題歌
エンディングテーマ曲「黄昏のエンド」
作詞・作曲 - 町田道雄 / 編曲 - 野中"まさ"雄一 / 歌 - マヤ&亜弓 feat.桜小路くん（阿澄佳奈、大久保瑠美、梶裕貴）
エンディングの歌詞は毎回変わる。

## 各話リスト
| 話数   | サブタイトル                        | ED         |
| ------ | ----------------------------------- | ---------- |
| 第1話  | さぁ 送信タイミングを熱くするのです | 魚屋さん   |
| 第2話  | 席替えを熱くするのです              | 眼鏡っ娘   |
| 第3話  | 引きこもりを熱くするのです          | 闇ポエマー |
| 第4話  | 仲直りを熱くするのです              | ちくわぶ   |
| 第5話  | 既読スルーを熱くするのです          | レスラー   |
| 第6話  | 草食男子を熱くするのです            | 失恋中     |
| 第7話  | アルバイトを熱くするのです          | アルバイト |
| 第8話  | テスト勉強を熱くするのです          | レーサー   |
| 第9話  | 非モテ非リア充を熱くするのです      | ご夫婦     |
| 第10話 | 合コンを熱くするのです              | イケメン   |
| 第11話 | 学園祭を熱くするのです              | 金持ち     |
| 第12話 | 自分探しを熱くするのです            | -          |
| 第13話 | 最終回を熱くするのです              | 5歳児      |

## 放送局
| 放送地域 | 放送局             | 放送期間                 | 放送日時             | 放送系列   |
| -------- | ------------------ | ------------------------ | -------------------- | ---------- |
| 東京都   | TOKYO MX           | 2016年10月3日 - 12月26日 | 月曜日 21:55 - 22:00 | 独立局     |
| 日本全域 | ニコニコチャンネル | 2016年10月3日 - 12月26日 | 月曜日 21:55 更新    | ネット配信 |
| 日本全域 | YouTube            | 2016年10月3日 - 12月26日 | 月曜日 21:55 更新    | ネット配信 |

## VR舞台
2017年7月22日から9月3日まで、新作アニメが、DMM VR TheaterにてVR舞台の形式で公開された。タイトルは『3ねんDぐみガラスの仮面〜とびだせ私たちのVR（ヴィクトリーロード）〜』。監督はべんぴねこ。